# TOPORS
 Убиквитин-лигаза белка Е3 Topors  является ферментом, который у человека кодируется геном TOPORS .
Этот ген кодирует ядерный белок, богатый серином и аргинином и содержит домен цинкового пальца RING-типа. Он сильно выражен в семенниках и функционирует в качестве убиквитин-лигазы белка E3. Мутации в этом гене связаны с пигментным ретинитом типа 31. Альтернативные варианты сплайсинга, кодирующих различные изоформы, были характерны и для этого локуса.